# Le Chinois à deux roues
Vous lisez un « bon article » labellisé en 2011.
Le Chinois à deux roues est la treizième histoire de la série de bande dessinée franco-belge, Gil Jourdan de Maurice Tillieux. Elle est publiée pour la première fois du no 1459 au no 1486 du journal Spirou, puis sous forme d'album en 1967 dont elle est le dixième de la série. Elle voit le trio composé de Gil Jourdan, Libellule et Crouton tenter de démasquer un gang de trafiquants de scooters en Chine, pour le compte d'un grossiste qui en possède le monopole et qu'on surnomme « Le Chinois à deux roues ».
Elle possède une atmosphère particulière puisqu'il pleut d'un bout à l'autre de l'histoire au point que la pluie devient un moyen pour l'auteur, avec les montagnes rocheuses, de dessiner la Chine. L'histoire se déroule presque exclusivement sur la route, au point d'être le premier road movie de la bande dessinée franco-belge moderne. Elle va aussi marquer un changement dans la série Gil Jourdan puisqu'à partir de cette histoire les jeux de mots, très présents jusque-là, vont pratiquement disparaître de la narration.

## Univers

### Synopsis

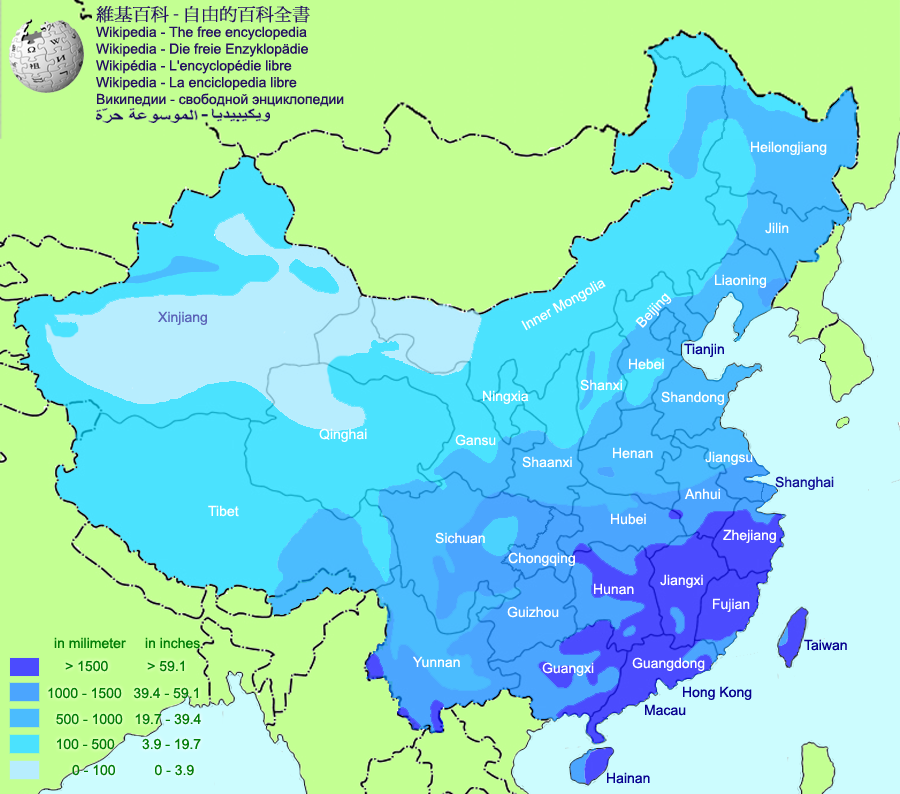
La Chine, le pays ou l'histoire se déroule.

Cette histoire fait suite à l'histoire Le Gant à trois doigts où les trois héros, Gil Jourdan, Libellule et Crouton ont quitté l'émirat du Gomen, dans le golfe Persique, et se trouvent en Iran dans sa capitale Téhéran. Dans un hôtel, ils discutent avec Liu Chang Lien (surnommé « le Chinois à deux roues »), un industriel chinois qui possède le monopole de la fabrication et de la vente de scooters en Chine. Depuis quelque temps, des trafiquants basés dans la région imaginaire du  Si-Kiang (à rapprocher de Sin-Kiang, ou Xinjiang, région située en vrai plus au nord du lieu où se déroule l'histoire) sapent son commerce avec des importations clandestines illégales. Aussi demande-t-il au trio d'enquêter pour trouver la base depuis laquelle les trafiquants opèrent et permettre à la police chinoise d'intervenir. Mais son secrétaire, Wu, taupe et complice des trafiquants, téléphone à ceux-ci pour les avertir de l'arrivée du trio, en les prévenant que Jourdan est incorruptible.
Les trois compères traversent l'ouest d'une Chine pluvieuse et boueuse à bord d'un camion russe sur des petites routes de campagne bordées de rizières, puis sur une route de montagne sinueuse. Après avoir franchi des ponts sabotés, échappé à des attentats à la bombe, à un mitraillage aérien puis, lors d'une course-poursuite sur une piste de montagne, à des bandits qui les pourchassent en jeep Nissan Patrol, leurs pas les mènent grâce à plusieurs concours de circonstances droit au repaire des trafiquants. Une fois la plaque tournante du trafic identifiée, ils doivent trouver un moyen de s'échapper alors qu'ils sont encerclés par les bandits sur leur base aérienne clandestine. Ils parviennent à neutraliser leurs assaillants et à s'enfuir à bord de l'avion qui transporte habituellement les scooters de contrebande en pièces détachées. Une fois que les trois héros ont décollé, pour la première fois depuis le début de leur voyage, la pluie cesse enfin.

### Personnages

#### Les héros de la série
Le personnage principal de l'histoire est sans conteste celui qui a donné son nom à la série, Gil Jourdan. Il conduit le camion qu'empruntent les héros durant la plus grande partie de l'histoire. Deuxième personnage de l'histoire, l'ancien cambrioleur Libellule occupe le côté passager. Le troisième protagoniste, l'inspecteur Crouton est en retrait ; pendant une longue partie de l'histoire, il dort tranquillement à l'arrière du camion car il a fumé des cigarettes à l'opium (ou « chinoises à la paille de riz », selon les versions du récit) (voir la section "Censure" ci-dessous). Durant toute l'histoire il ne lâche pas sa canne, qui est pourtant cassée, puisque cette canne symbolise pour les lecteurs son attachement au trio. Ce long sommeil est néanmoins interrompu par des phases de réveil durant lesquelles Crouton va être, presque à chaque fois, victime de plusieurs gags.
| Personnage  | Nombre de planches où il apparaît |
| ----------- | --------------------------------- |
| Gil Jourdan | 40                                |
| Libellule   | 40                                |
| Crouton     | 29                                |

#### Les méchants
Les méchants que doivent affronter le trio dans Le Chinois à deux roues sont tous liés au réseau de trafic de scooters. Le premier à apparaître est Wu, secrétaire particulier du « Chinois à deux roues », un homme maigre à lunettes qui prévient ses complices de l'arrivée du trio en Chine, en appelant un contact corpulent et chauve basé dans un obscur bureau d'import-export apparemment quelque part en Chine du Sud. Plus tard, deux hommes de main conduisent un Dodge Command Car sur la route qu'a empruntée le camion de Gil Jourdan, après y avoir déposé un vieil autobus bourré d'explosifs, pour couper toute retraite. Le duo Archie et Cochran va être le plus redoutable à affronter tout au long du reste de l'histoire, car il n'hésite pas à saboter ou poser des explosifs pour arriver à ses fins. Archie est un costaud au visage lunaire et des yeux légèrement bridés mais qui semble avoir travaillé autrefois en Amérique, avec une casquette à large visière sur la tête. Homme de main efficace et de sang-froid en toutes circonstances, excellent conducteur qui mène sa Nissan avec brio sur l'étroite piste de montagne, il est en fait obtus et borné et se retranche derrière le fait qu'il fait son boulot correctement (il se targue d'avoir travaillé pour Lucky Luciano) pour masquer son incapacité à prendre des initiatives et sa tendance à se laisser porter et à seulement obéir aux ordres, pourvu qu'ils soient corrects. Ce qui explique son animosité à l'égard de Cochran, beaucoup plus fin, perpétuellement inquiet, son binôme et techniquement son n+1, sans doute le plus intelligent de tous, qui cogite en permanence pour essayer d'avoir un temps d'avance sur Jourdan. Courageux malgré son physique frêle, Cochran est brun, maigre, basané, avec un visage en lame de couteau et des yeux bridés lui-aussi. Il est coiffé d'un perpétuel chapeau de brousse. Li-Chi est un paysan chinois qui accueille le trio pour la nuit mais se révèle être de mèche avec les trafiquants. Il dénonce le trio à Lumpia qui est son intermédiaire avec les bandits, commandés sur la base par l'anglais Mac Aulif, un colosse roux. L'aviateur Charlie, qui avait déjà mitraillé les héros quand ils essayaient de dégager leur camion d'une rivière, mais s'était crashé à cause d'un problème d'allumage de son avion, arrive à temps à la base pour se voir ordonner par Cochran qui a repris les choses en main, Mac Aulif ayant été assommé, de poursuivre et d'abattre l'avion dans lequel le trio s'échappe. Mais Charlie détruit une nouvelle fois son appareil, à la suite d'un sabotage de Gil Jourdan qui avait prévu la manœuvre. Un peu plus tôt, Gil Jourdan va aussi se battre avec Chang qui joue les benêts tout en se révélant agressif et bon judoka, mais moins que Jourdan. Figurent également des paysans et hommes de mains chinois à la solde des bandits qui partent avec Cochran dans la nuit chercher le trio à la ferme de Li-Chi.

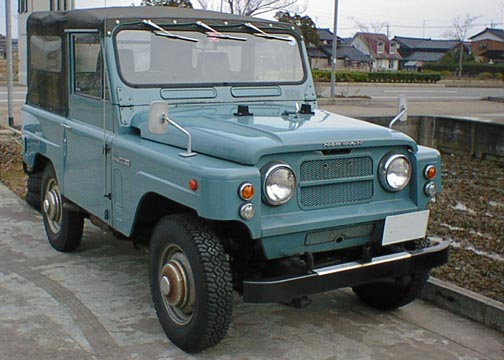
Une Nissan Patrol semblable à celle utilisée par Archie et Cochran.

| Personnage | Nombre de planches où il apparaît |
| ---------- | --------------------------------- |
| Wu         | 1                                 |
| Archie     | 14                                |
| Cochran    | 18                                |
| Li-Chi     | 3                                 |
| Lumpia     | 4                                 |
| Mac Aulif  | 7                                 |
| Charlie    | 5                                 |
| Chang      | 3                                 |

#### Autres
En dehors des méchants et du trio de héros, le seul autre personnage est Liu Chang Lien dit « Le Chinois à deux roues ». Il possède le monopole de la vente de scooters en Chine et engage Gil Jourdan pour démanteler le gang des trafiquants qui gêne son business. Il s'agit d'un gros Chinois portant des lunettes et un costume d'homme d'affaires.
| Personnage     | Nombre de planches où il apparaît |
| -------------- | --------------------------------- |
| Liu Chang Lien | 2                                 |

## Historique
Le Chinois à deux roues commence sa publication dans le no 1459 du journal Spirou daté du 31 mars 1966. Un numéro spécial Pâques comme il en sort tous les ans. La couverture de l'hebdomadaire annonce la couleur, la publication de sept nouvelles histoires débute dans ce numéro. Ainsi, cette histoire de Gil Jourdan débute en compagnie de La Schtroumpfette des Schtroumpfs par Peyo, Le Fantôme de La Patrouille des Castors par Mitacq et Jean-Michel Charlier, Pantoufle par René Goscinny et Raymond Macherot, La Ribambelle aux Galopingos de La Ribambelle par Jean Roba et Vicq, La Gondole noire des Timour par Sirius et Les Douze Travaux de Benoît Brisefer de Benoît Brisefer par Peyo et Yvan Delporte. Le Chinois à deux roues fait suite à l'histoire La Guerre en caleçon, dont la publication s'est terminée dans le numéro précédent de Spirou.
L'année 1966 est un bouleversement pour l'auteur Maurice Tillieux, il arrête sa collaboration avec le journal Le Moustique pour lequel il produit depuis 1959 des gags en une planche de la série César. Pour la première fois il va aussi écrire des scénarios pour un autre auteur que lui-même. C'est la création de la série Marc Lebut et son voisin pour le dessinateur Francis, une série entièrement humoristique. À cette période, alors qu'il y a de plus en plus de dessinateurs qui travaillent pour Spirou il y a de moins en moins de scénaristes et Maurice Tillieux va alors écrire de plus en plus de scénarios pour les auteurs du journal. De ce fait, Le Chinois à deux roues est la dernière grande histoire dessinée par Maurice Tillieux puisque vont suivre trois histoires plus courte, Chaud et froid, Le Grand souffle et Pâtée explosive avant qu'il ne laisse le dessin de la série à Gos. En attendant, l'histoire termine sa publication dans le journal Spirou no 1486 daté du 6 octobre 1966. Elle est ensuite publiée en album broché en 1967 et rééditée en album cartonné en 1985. Elle est ensuite publiée dans l'intégrale Tout Gil Jourdan en 1986, puis dans une nouvelle édition intégrale en 2010.

## Analyse

### Style

#### Graphismes
La Chine représentée par Maurice Tillieux dans l'histoire rompt avec les codes graphiques habituels de l'école belge de bande dessinée, qui a tendance à représenter le héros dans un espace pittoresque. Seule une rizière permet d'identifier le pays, les autres éléments graphiques (des petites rivières, des ponts en bois ou encore des plateaux rocheux) pourraient être placés dans n'importe quel autre décor. Autre élément marquant, la pluie qui tombe sans discontinuer d'un bout à l'autre de l'histoire, donne au pays représenté une atmosphère très spéciale, qui à elle seule permet de suggérer la Chine dans l'histoire.

#### Atmosphères
L'auteur Maurice Tillieux excellait dans l'art de faire ressentir aux lecteurs l'atmosphère régnant dans ses planches. Le décor fait alors partie de l'action, inspiré des films de l'après-guerre réalisés par Marcel Carné et surtout Henri-Georges Clouzot. L'ambiance devient ainsi pittoresque et la réalité subjective. Dans Le Chinois à deux roues, Maurice Tillieux abandonne les grandes images panoramiques de situation géographique pour aller droit au but dans l'atmosphère recherchée. Il abandonne les codes de la bande dessinée franco-belge, qui représentent l'espace par de larges cadres panoramiques, pour ne donner de la Chine qu'une vague idée et surtout identifier le pays à la pluie qui devient la couleur locale. Autre élément atmosphérique représentant la Chine, de larges plateaux rocheux donnent une impression d'immensité à l'Empire du Milieu.

#### Narration
L'histoire est écrite comme un road movie en images fixes. C'est la première fois dans l'histoire de la bande dessinée franco-belge moderne qu'un récit exploite ce genre cinématographique. De l'arrivée des trois héros en Chine, au départ, à la dernière planche du récit, l'histoire se déroule sur la route et raconte les péripéties et les déambulations, en camion, des héros que souhaite arrêter une bande de trafiquants de mobylettes.

#### Humour
L'humour étant toujours présent dans la série Gil Jourdan, cet épisode ne manque pas d'humour en arrière fond de l'histoire policière.

##### Jeux de mots
L'action étant ininterrompue d'un bout à l'autre de l'histoire, elle ne laisse pas beaucoup de temps aux jeux de mots. Maurice Tillieux a pour habitude de dédramatiser ses histoires en insérant des jeux de mots pour permettre aux lecteurs de souffler un peu. C'est un procédé qu'il n'utilise pas dans Le Chinois à deux roues preuve que l'auteur ne cherche pas à épargner les jeunes lecteurs à chaque fois. Cette histoire marque aussi une chute spectaculaire du nombre de jeux de mots dans le récit. Dans les histoires précédentes, le nombre de jeux de mots est constant, dans Le Chinois à deux roues la fréquence baisse et les jeux de mots disparaissent carrément après la planche dix-sept.
Le jeu de mots à cheval sur la planche seize et dix-sept ne respecte pas le schéma habituel des jeux de mots de Libellule qui veut que celui-ci soit le seul à s'esclaffer et marque un flottement chez les spectateurs de la scène. Ici, la tension est trop intense pour introduire un rire au milieu de l'action. Il y a même une remarque de Gil Jourdan sur la qualité du jeu de mots. Elle permet aussi à l'auteur Maurice Tillieux de démontrer qu'il sait aussi écrire de bons mots et la remarque de Gil Jourdan est aussi une remarque de l'auteur adressée au lecteur.
Planche seize B.

Libellule : « Oh ! Vous qui aimez les ponts, patron, je vous en ai trouvé un beau. »

Gil Jourdan : « Je l'avais vu, merci. »

Libellule : « …Pas de Kwaï ! »
Planche dix-sept A.

Gil Jourdan : « Calembour littéraire, bravo ! Tu progresses. S'il n'y avait pas ce pont à passer, je rirais. »

##### Gags visuels
Dans l'histoire Le Chinois à deux roues, les gags visuels sont nombreux et la victime est à chaque fois le pauvre inspecteur Crouton dans ses phases de réveil. Quand il sort du camion c'est pour mieux tomber dans une flaque de boue. La phase sommeil/gag devient presque une structure narrative dans le récit, propre au seul Crouton. Libellule est lui aussi victime de rare gags visuels comme ce panneau « Il est dangereux de se pencher au dehors » qui lui tombe sur le crâne au moment où il sort du camion.

### Inspiration
L'auteur Maurice Tillieux, s'est probablement inspiré de films de camion comme Le Salaire de la peur du réalisateur Henri-Georges Clouzot sorti en 1953 et trois films pour lesquels Michel Audiard a signé l'adaptation : Gas-oil, Un taxi pour Tobrouk et Cent mille dollars au soleil sortis respectivement en 1955, 1960 et 1963 qui ont été de grands succès à l'époque. Maurice Tillieux reconnaît s'être inspiré du roman Le Salaire de la peur écrit par Georges Arnaud en 1950 pour l'atmosphère graphique de l'histoire. D'ailleurs cette même année, Maurice Tillieux publie dans Héroïc-Albums no 34/50 l'histoire Parallèle 22 de sa série Félix qui, par la suite, constitue sa principale inspiration pour l'histoire Le Chinois à deux roues. Le « camion russe » serait inspiré du Citroën T46.

### Censure
La version album de l'histoire est très légèrement différente de la version publiée dans le journal Spirou en 1966. En effet, dans la case numéro 10 de la planche 23, Libellule explique pourquoi l'inspecteur Crouton dort depuis le début de l'aventure. Dans la version originale parue dans Spirou no 1476 du 28 juillet 1966, Libellule déclare que Crouton fume des cigarettes à l'opium, alors que dans la version album, parue pour la première fois en 1967, il dit que Crouton fume des cigarettes à la paille de riz. En regardant bien la version album on peut s'apercevoir qu'une partie du phylactère a été effacée pour les remplacer par la nouvelle version, car la calligraphie utilisée est différente du reste du phylactère et est de travers. Maurice Tillieux qui a déjà eu des problèmes avec la censure française (le premier album intitulé Libellule s'évade a été interdit en France pendant de longues années pour s'être moqué de la police) s'est probablement autocensuré pour la version album trouvant que faire fumer de l'opium à un policier français était une provocation qui ne valait pas le coup, à moins que les autorités françaises aient de nouveau frappé. Il faut attendre la parution de l'intégrale des histoires de Gil Jourdan aux éditions Dupuis pour que la version originale soit rétablie lors d'une parution en album, l'histoire Le Chinois à deux roues parait en juin 2010 dans le tome no 3.
Version originale parue dans Spirou no 1476 en 1966.

« Vous savez ce que vous fumez ?… Des cigarettes à l'opium ! Pas étonnant que vous soyez dans le coton depuis trois jours. »
Version de l'album vendu entre 1967 et 2010.

« Vous savez ce que vous fumez ?… Des cigarettes chinoises ! C'est fait avec de la paille de riz. Pas étonnant que vous soyez dans le coton depuis trois jours. »

## Publication

### Revues
L'histoire débute sa publication dans le no 1459, un spécial Pâques du journal Spirou daté du 31 mars 1966, avec deux planches publiées dans ce numéro, ainsi que dans le suivant. À partir du no 1461 (14 avril 1966), l'histoire passe à une planche publiée par numéro et fait la couverture du journal avec un dessin signé Maurice Tillieux. Ce rythme de parution à une planche par numéro continue jusqu'au no 1473 (7 juillet 1966) où elle repasse à un rythme de deux planches par semaine. La publication de l'histoire prend fin dans le no 1486 daté du 6 octobre 1966.
| Planche              | Numéro | Page     | Date               |
| -------------------- | ------ | -------- | ------------------ |
| 1a, 1b, 2a et 2b     | 1459   | 32 et 33 | 31 mars 1966       |
| 3a, 3b, 4a et 4b     | 1460   | 8 et 9   | 7 avril 1966       |
| 5a et 5b             | 1461   | 8        | 14 avril 1966      |
| 6a et 6b             | 1462   | 8        | 21 avril 1966      |
| 7a et 7b             | 1463   | 8        | 28 avril 1966      |
| 8a et 8b             | 1464   | 4        | 5 mai 1966         |
| 9a et 9b             | 1465   | 11       | 12 mai 1966        |
| 10a et 10b           | 1466   | 15       | 19 mai 1966        |
| 11a et 11b           | 1467   | 12       | 26 mai 1966        |
| 12a et 12b           | 1468   | 12       | 2 juin 1966        |
| 13a et 13b           | 1469   | 12       | 9 juin 1966        |
| 14a et 14b           | 1470   | 12       | 16 juin 1966       |
| 15a et 15b           | 1471   | 12       | 23 juin 1966       |
| 16a et 16b           | 1472   | 12       | 30 juin 1966       |
| 17a, 17b, 18a et 18b | 1473   | 12 et 13 | 7 juillet 1966     |
| 19a, 19b, 20a et 20b | 1474   | 14 et 15 | 14 juillet 1966    |
| 21a, 21b, 22a et 22b | 1475   | 20 et 21 | 21 juillet 1966    |
| 23a, 23b, 24a et 24b | 1476   | 20 et 21 | 28 juillet 1966    |
| 25a, 25b, 26a et 26b | 1477   | 20 et 21 | 4 août 1966        |
| 27a, 27b, 28a et 28b | 1478   | 18 et 19 | 11 août 1966       |
| 29a, 29b, 30a et 30b | 1479   | 18 et 19 | 18 août 1966       |
| 31a, 31b, 32a et 32b | 1480   | 16 et 17 | 25 août 1966       |
| 33a, 33b, 34a et 34b | 1481   | 14 et 15 | 1er septembre 1966 |
| 35a, 35b, 36a et 36b | 1482   | 10 et 11 | 8 septembre 1966   |
| 37a, 37b, 38a et 38b | 1483   | 10 et 11 | 15 septembre 1966  |
| 39a, 39b, 40a et 40b | 1484   | 10 et 11 | 22 septembre 1966  |
| 41a, 41b, 42a et 42b | 1485   | 12 et 13 | 29 septembre 1966  |
| 43a, 43b, 44a et 44b | 1486   | 10 et 11 | 6 octobre 1966     |

### Album
L'histoire Le Chinois à deux roues est publiée pour la première fois sous forme d'album en 1967. Il est le dixième album de la série publié aux éditions Dupuis et comme tous les autres il est souple et broché. La première édition cartonnée date d'avril 1985.

### Intégrales
Dans les années 1980, les éditions Dupuis sortent une intégrale nommée Tout Gil Jourdan. L'histoire Le Chinois à deux roues est publiée dans le tome trois nommé Aventures exotiques qui sort lors du premier trimestre 1986 en compagnie des histoires L'Enfer de Xique-Xique, Le Gant à trois doigts et L'Armée évanouie, un texte illustré. Cette intégrale ressort en avril 1996 pour un tirage de luxe avec une reliure vert-bouteille.
Une nouvelle intégrale de la série en quatre tomes sort entre 2009 et 2010. L'histoire Le Chinois à deux roues est publiée dans le tome trois, sous-titré 1964-1970, en compagnie des histoires Le Gant à trois doigts, Chaud et froid, Le Grand souffle, La Maison du mystère, Pâtée explosive, La Guerre en caleçon, Les Vacances de Crouton et La Bouteille, ainsi que des textes illustrés Le Bruit, L'Armée évanouie et Pris au piège. Ce troisième tome sort en 2010 aux éditions Dupuis.

### Chiffres de vente
Les éditions Dupuis ne communiquent jamais leurs chiffres de vente, mais, au 31 décembre 1980, les seize albums de la série Gil Jourdan ont été vendus à 495 000 exemplaires, soit 93 438 exemplaires vendus pour chaque tome de la série, la onzième meilleure vente de la maison d'édition.

## Critiques
La sortie du tome trois de l'Intégrale de la série en 2010, qui contient l'histoire, permet la parution de critiques sur Le Chinois à deux roues. Le site Senscritique.com qualifie le récit de « chef-d'œuvre », il souligne notamment que le rythme et l'intensité ne faiblissent à aucun moment, que la paire Libellule-Crouton fonctionne parfaitement et que l'auteur Maurice Tillieux est au sommet de son art graphique et dans sa maîtrise des couleurs. Finalement le site lui donne l'excellente note de neuf sur dix. Pour le site Krinein.com, Maurice Tillieux est « au sommet de son art dans le scénario, le dialogue et le dessin », mais regrette l'humour « potache » de Libellule. L'histoire est qualifiée comme « l'une des meilleurs de la série » par le site Graphivore.be.